# 鄭年
鄭年（?—?），朝鲜半岛新罗人，或作鄭連，乡邑父祖不详。
鄭年善鬪戰，能在海中潜水，走五十里不淹水。他的勇壯，張保皋不及。鄭年以張保皋为兄。張保皋以年龄，鄭年以技藝，经常齟齬不下。二人去大唐国，爲武寧軍节度使小將，騎马用槍，没有人匹敌。後来張保皋回國，请新罗王让他镇守淸海镇（今莞島郡），防止海盗掳掠新罗人到唐朝当奴婢。張保皋富貴，鄭年去職饑寒，在泗州漣水縣。一日，对戍將馮元規说：“我想要東歸，投奔張保皋。” 馮元規认为他和張保皋有矛盾，去投奔是自寻死路。鄭年说：“饑寒而死，不如被兵器杀死快，何況死在故乡。” 于是去见張保皋，飮酒極歡。没有喝完酒，听说国王閔哀王被弑國亂無主，張保皋分兵五千人给與鄭年，拉着鄭年的手哭着说：”不是你没人能平禍難。”鄭年入國，誅叛者立新王（神武王），王召張保皋爲相，以鄭年代守淸海。